# 赫里斯托弗·利卡潘努斯
赫里斯托弗·利卡潘努斯（？年—931年8月）於921年5月至931年8月間在任羅馬皇帝（東羅馬／拜占庭帝國皇帝）。赫里斯托弗的生年不詳，919年春天在其父羅曼努斯一世取得巴西琉斯帕多爾（意為「国丈」）頭銜後成為赫塔雷亞親衛隊首領，921年5月20日受封為巴西琉斯，成為共治皇帝。後來，他的兩個弟弟史蒂芬和君士坦丁也都成為共治皇帝。赫里斯托弗於931年8月去世，之後羅曼努斯一世、史蒂芬、君士坦丁和君士坦丁七世四人同朝稱制，直到944年12月利卡潘努斯父子三人接連被推翻為止。

## 生平
赫里斯托弗的生年和早年事蹟不詳。他是羅曼努斯一世的長子，在其眾子女中排名第二，次於長女海倫娜，長於次女艾格莎、三個弟弟史蒂芬、君士坦丁（兩人後來成為共治皇帝）和狄奧菲拉克（後來成為君士坦丁堡普世牧首），以及兩個名字不詳的妹妹。赫里斯托弗在919年至920年間已經成年，927年的時候他的女兒已經達到適婚年齡，因此他可能大約生於905年。在父親掌握權力前，赫里斯托弗已娶了一名前伯罗奔尼撒奴隸、時為富有貴族的尼基塔斯（Niketas）之女索菲亞為妻。
919年春天，羅曼努斯一世將長女海倫娜嫁予年輕的皇帝君士坦丁七世，取得巴西琉斯帕多爾（意為「国丈」）頭銜。赫里斯托弗繼他之後成為赫塔雷亞親衛隊首領。920年12月，羅曼努斯一世自我加冕稱帝，之後地位超越了君士坦丁七世。為鞏固權力基礎，同時企圖顛覆既有的马其顿王朝血脈，羅曼努斯一世於921年5月20日封赫里斯托弗為巴西琉斯，成為共治皇帝。當赫里斯托弗之母、奧古斯塔狄奧多拉於922年2月去世後，羅曼努斯一世更將他的妻子索菲亞陞為奧古斯塔，與海倫娜並列。
927年，歷時14年的拜占庭－保加利亞戰爭暫告一段落，拜占庭與保加利亞簽訂和平條約。依據條約，赫里斯托弗的女兒瑪麗亞（此時改名為伊琳娜，意為「和平」）嫁給了時任保加利亞沙皇彼得一世；羅曼努斯一世藉此機會將赫里斯托弗的地位提升至君士坦丁七世以上，領先他的兩個弟弟（兩人皆於924年成為共治皇帝）。隔年，赫里斯托弗的岳父尼基塔斯企圖煽動他推翻羅曼努斯一世，不過沒有成功，之後尼基塔斯遭到流放。尼基塔斯的行為動機或許是赫里斯托弗的身體一直不好，因此如果赫里斯托弗過早逝世，那麼尼基塔斯和他的女兒就可能失去權力。果不其然，赫里斯托弗終於931年8月逝世。羅曼努斯一世十分悲痛，此後逐漸轉向宗教尋求慰藉。赫里斯托弗死後不久，其妻索菲亞亦從主事的法院退休，進入修道院直至逝世。
赫里斯托弗死後，羅曼努斯一世、史蒂芬、君士坦丁和君士坦丁七世四人同朝稱制。944年12月，史蒂芬和君士坦丁廢黜了羅曼努斯一世，逼迫他進入王子群島上的修道院。不過當他們隨後將矛頭轉向君士坦丁七世時，卻遭到君士坦丁堡的人民反抗，兩人亦被迫流亡。羅曼努斯一世死於948年6月，史蒂芬死於963年復活節，君士坦丁則在逃亡過程中於946年至948年間逝世。

## 家庭
赫里斯托弗與索菲亞共育有三個孩子：
- 瑪麗亞（伊琳娜）：後來成為保加利亞沙皇彼得一世的皇后[10][16]。
- 羅曼努斯：在赫里斯托弗逝世時還是幼童。依據12世紀歷史學家约翰·佐纳拉斯記載，羅曼努斯頗受祖父羅曼努斯一世疼愛，羅曼努斯一世還曾預計將羅曼努斯提升為共治皇帝以遞補赫里斯托弗的空缺，但他不久之後就去世了[14]。
- 米海爾：在赫里斯托弗逝世時還在襁褓之中。945年羅曼努斯家族衰敗時他已成為一名教士，日後還曾升任至執事長官（英语：Magister officiorum）[17]。